# 양성자 포획
양성자 포획(Proton capture)은 원자핵 주변의 양성자 밀도 및 온도에 따라 크게 두 경우로 나뉜다. 하나는 양성자 포획이 느리게 진행되는 p-과정이며 다른 하나는 빠르게 양성자 포획이 진행되는 rp-과정이다.

## 같이 보기
- 중성자 포획